# Danashri
Danashri, född okänt år, död 1335, var en kinesisk kejsarinna, gift med Toghon Temür. 
Hon var dotter till minister El Temur. Hon fick en son, Maha, som dock dog som spädbarn i mässling. Hon avrättades genom offentlig hängning framför den förbjudna staden, delvis på grund av sin fars brott, och delvis som anklagad för mordet på makens konkubin Pak, som påstods vara gravid med en son vid sin död. 